# Вовчок білий
Вовчок білий (Orobanche alba) — вид рослин з родини вовчкових (Orobanchaceae), поширений у Марокко, Алжирі, Європі, помірній Азії та індійському субконтиненті.

## Опис

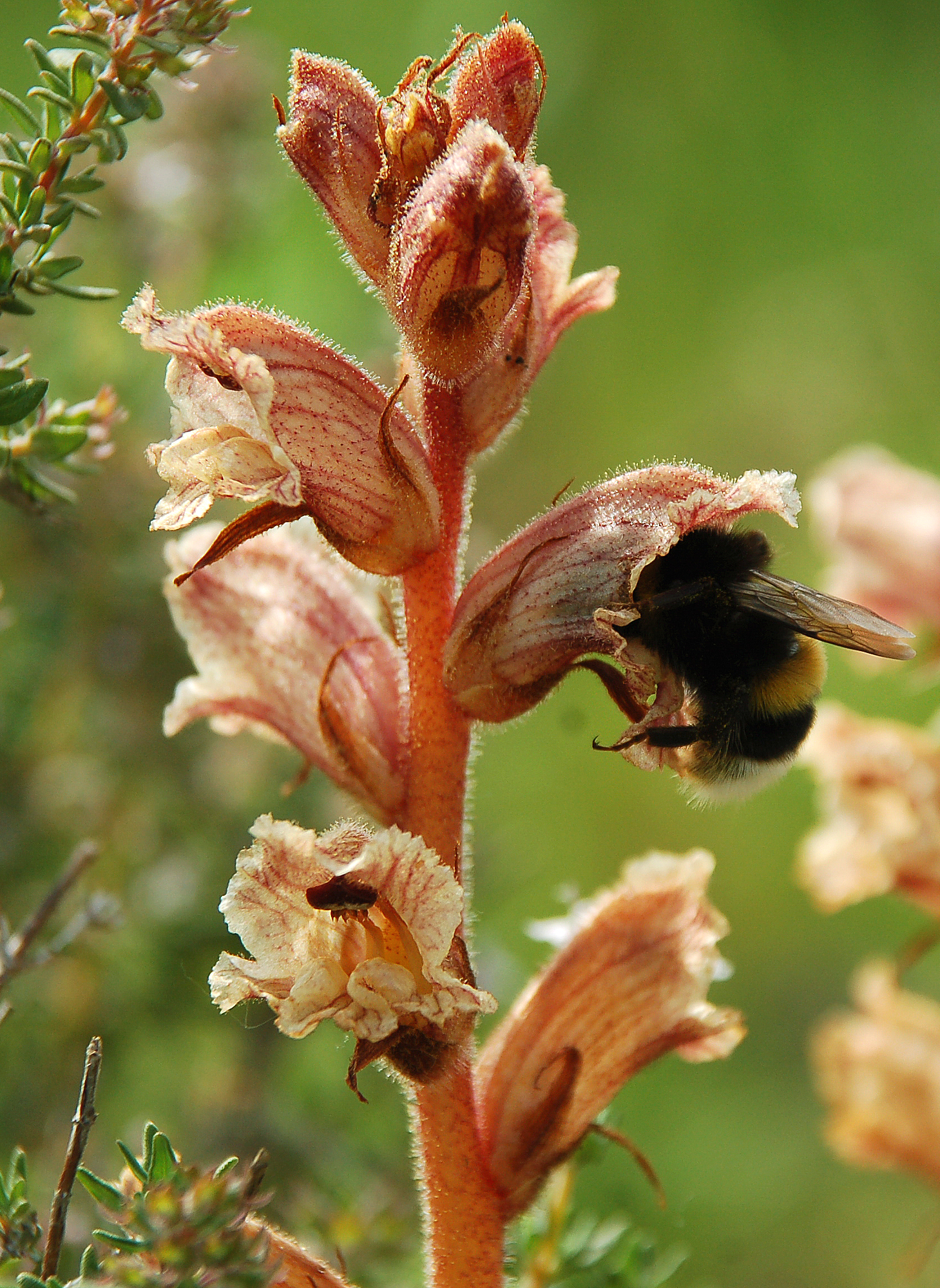
квіти

Багаторічна рослина заввишки 20–40 м. Віночок широкий, дзвоново-розширений, 20–25 мм завдовжки, жовтувато-білий, у зіву часто червонуватий і переважно на жилках пурпуровий. Зубці чашечки зазвичай цілісні, рідко 2-зубчасті, довго загострені.

## Поширення
Поширений у Марокко, Алжирі, Європі, помірній Азії та індійському субконтиненті.
В Україні вид зростає на кам'янистих схилах, особливо вапнякових і крейдяних, у степах, серед чагарників — майже на всій території, але на захід трапляється рідше. Паразитує на коренях шавлії та чебрецю.